# Campeonato Gaúcho de Voleibol Feminino

|-
 

 

 

 

 

 

 

 

 

 

 

 

 

 

 

 

 

 

 

 

 

 

 

 

 

 

 

 

 

 

 

 

 

 

 

 

 

 

 

 

 

 

 

 

 

 

 

 

 

 

 

 

 

 

 

 

 

 

 

 

 

 

 

 

 

 

 

 

 

 

 

 

 

 

 

 

 

 

 

 

 

 

 

 

 

 

 

 

 

 

 

 

 

 

 

 

 

 

 

 

 

 

 

 

 

 

 

 

 

 

 

 

 

 

 

 

 

 

 

 

 

 

 

 

 

 

 

 

 

 

 

 

 

 

 

 

 

 

 

 

 

 

 

 

 

 

 

 

 

 

 

 

 

 

 

 

 

 

 

 

 

 

 

 

 

 

 

 

 

 

 

 

 

 

 

 

 

 

 

 

 

 

 

 

 

 

 

 

 

 

 

 

 

 

 

 

 

 

 

 

 

 

 

 

 

 

 

 

 

 

 

 

 

 

 

 

 

 

 

 

 

 

 

 

 

 

 

 

 

 

 

 

 

 

 

 

 

 

 

 

 

 

 

 

 

 

 

 

 

 

 

 

 

 

 

 

 

 

 

 

 

 

 

 

 

 

 

 

 

 

 

 

 

 

 

 

 

 

 

 

 

 

 

 

 

 

 

 

 

 

 

 

 

 

 

 

 

 

 

 

 

 

 

 

 

 

 

 

 

 

 

 

 

 

 

 

 

 

 

 

 

 

 

 

 

 

 

 

 

 

 

 

 

 

 

 

 

 

 

 

 

 

 

 

 

 

 

 

 

 

 

 

 

 

 

 

 

 

 

 

 

 

 

 

 

 

 

 

 

 

 

 

 

 

 

 

 

 

 

 

 

 

 

 

 

 

 

 

 

 

 

 

 

 

 

 

 

 

 

 

 

 

 

 

 

 

 

 

 

 

 

 

 

 

 

 

 

 

 

 

 

 

 

 

 

 

 

 

 

 

 

 

 

 

 

 

 
O Campeonato Gaúcho de Voleibol Feminino é a principal divisão do voleibol feminino no estado do Rio Grande do Sul.
O torneio é organizado anualmente pela Federação Gaúcha de Voleibol (FGV), fundada em 1954. O campeonato, porém, é disputado desde 1945 em quase todas as suas modalidades e por um número variável de equipes, não havendo dessa forma promoção ou rebaixamento.
Em alguns períodos da história existiu a Divisão Especial do Campeonato Gaúcho que era considerada a Primeira Divisão do Voleibol no Estado. Nessa divisão só participavam as equipes gaúchas que disputavam a Superliga Feminina.

## Edição atual
O Campeonato Gaúcho de Voleibol Feminino de 2017 contará com a participação de quatro equipes. As equipes se enfrentarão "todas contra todas" em turno e retorno. A posição na fase classificatória define os confrontos do play-off em dois jogos com golden set. As duas melhores equipes decidirão o campeonato em partida única, na casa da equipe de melhor campanha geral.
| Equipe     | Cidade      | Última participação | Temporada 2016 |
| ---------- | ----------- | ------------------- | -------------- |
| AEV        | Erechim     | 2016                | 2º             |
| BSBIOS/UPF | Passo Fundo | 2016                | Campeão        |
| CEFA       | Marau       | estreante           | -              |
| VSMAE      | Santa Maria | estreante           | -              |

## Resultados
Abaixo encontra-se a lista de Campeões Gaúchos de todas as categorias, segundo a Federação Gaúcha de Voleibol e o CREFRS:
Obs.: Nos anos em que não houve disputa da Divisão Especial, a categoria Adulto é considerada a divisão principal do voleibol feminino gaúcho.